# 乌恰黄耆
乌恰黄耆（学名：Astragalus skorniakovii var. wuqiaensis）为豆科黄耆属下的一个变种。

## 扩展阅读
- 維基物種上的相關：乌恰黄耆